# ジェームズ・ウッズ (フリースタイルスキーヤー)
ジェームズ・ウッズ（James Woods、1992年1月19日 - ）は、イギリスのフリースキーヤー。Winter X Gamesのスロープスタイル種目で2つのブロンズメダルを獲得。臀部の怪我を抱えながらもソチオリンピックにはイギリス代表としてスキースロープスタイル種目に出場し5位。2015年のFIS World Cup - New Zealand Winter Games、New Zealand Freeski Openではスロープスタイル種目でゴールドメダル。

## 生い立ち
故郷の近くにあるブラシでできた人工スキー場Sheffield Ski Villageでスキーを学ぶ。2007年から2011年の間にスロープスタイル種目の国内大会で5回チャンピオンに輝く。
2011年に開催されたWinter X Gamesのヨーロッパ大会でブロンズメダル。同じ年にストックホルムで開催されたKing of styleでは8位、フリースタイルスキー世界選手権でも8位。
2012年4月にウィスラーのブラックコムで開催されたWorld Skiing Invitational & AFP World Championshipsでは2位。
2012年から2013年に世界各地で開催されたフリースタイルスキー・ワールドカップでは2度優勝。
2014年に開催されたソチオリンピックでは、練習時に臀部の怪我をするものの出場し5位。

## スポンサー
サロモン・クイックシルバー・モンスターエナジー